# Ilex lamprophylla
Ilex lamprophylla là một loài thực vật có hoa trong họ Aquifoliaceae. Loài này được Standl. mô tả khoa học đầu tiên năm 1925.